# 萊恩·佛瑞爾
萊恩·佛瑞爾（1976年3月8日—2012年12月22日）是一位前美國職棒大聯盟的球員，生涯曾效力於藍鳥、紅人、金鶯、小熊與皇家等球隊。
2012年12月22日，佛瑞爾舉槍自盡，享年36歲。他也是大聯盟首位被診斷出罹患慢性創傷性腦病變的球員。

## 參考資料

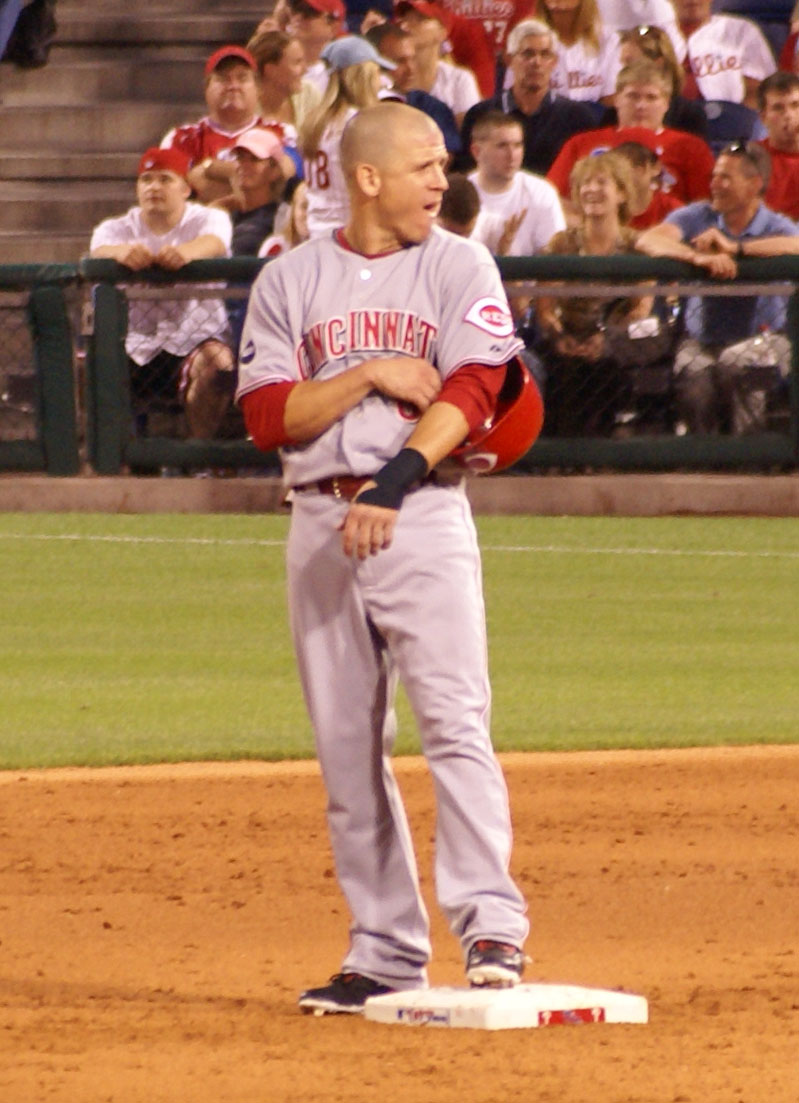
Freel of the 辛辛那提紅人 on second base in.

## 外部連結
- 球員資訊和成績在MLB，ESPN，Baseball-Reference，Fangraphs，The Baseball Cube，Baseball-Reference (Minors)（英文）